# Julio Bocca
Julio Adrián Lojo Bocca (Buenos Aires, 6 marzo 1967) è un ex ballerino argentino.

## Biografia
Nel corso di 7 anni ha cambiato la direzione del Ballet Nacional del Sodre a Montevideo (Uruguay), luogo dove attualmente vive.Danzatore di coreografie contemporanee e di folclore argentino.
Si è formato alla scuola del Teatro Colòn di Buenos Aires, debuttando come solista nel 1982 alla Fondazione Teresa Carreño del Venezuela e del Teatro Municipale di Rio de Janeiro.

Ha vinto il primo premio al Concorso internazionale di Mosca (1985) ed è stato invitato all'American Ballet Theatre (1987).

Dopo aver fatto parte di numerose compagnie di balletto (Balletto Bol'šoj, Royal Ballet, Stuttgart Ballet, Balletto dell'Opéra di Parigi), nel 1990 fonda lo Julio Bocca Ballet Argentino, con il quale si esibisce in tutto il mondo, insieme alla sua partner abituale, Eleonora Cassano.

Ha lavorato anche alla Scala di Milano, danzando ruoli da protagonista in Le Corsaire, La Bayadère, Il bacio della fata e Romeo e Giulietta.
Nel 1998 ha recitato nel film Tango di Carlos Saura. Nel 2000 ha ballato nel musical Fosse a Broadway. Nel 2007 ha annunciato l'addio alle scene.
Nel corso di 7 anni ha cambiato la direzione del Ballet Nacional del Sodre a Montevideo (Uruguay), luogo dove attualmente vive.
È dichiaratamente gay.